# طبقة قاعدية
الطبقة القاعدية هي أكثر طبقات البشرة الخمسة عمقاً، وهي الغلاف الخارجي للجلد في ثدييات.
الطبقة القاعدية هي طبقة مستمرة من الخلايا. غالباً ما توصف بأنها خلية واحدة سميكة. لكن قد تكون أيضاً خليتان أو ثلاثة سميكة خاصة في الجلد والبشرة غير المشعرة.
تتكون الطبقة القاعدية في المقام الأول من خلايا كيراتينية والتي يمكن اعتبارها خلايا جذعية للبشرة. تنقسم هذه الخلايا لتشكّل الخلايا الكيراتينية للطبقة الشائكة والتي تهاجر بشكل سطحي. توجد أنواع أخرى من الخلايا في الطبقة القاعدية كالخلايا الصباغية وخلايا لانغرهانس (الخلايا المناعية) وخلايا ميركل (مستقبلات اللمس).

## صور

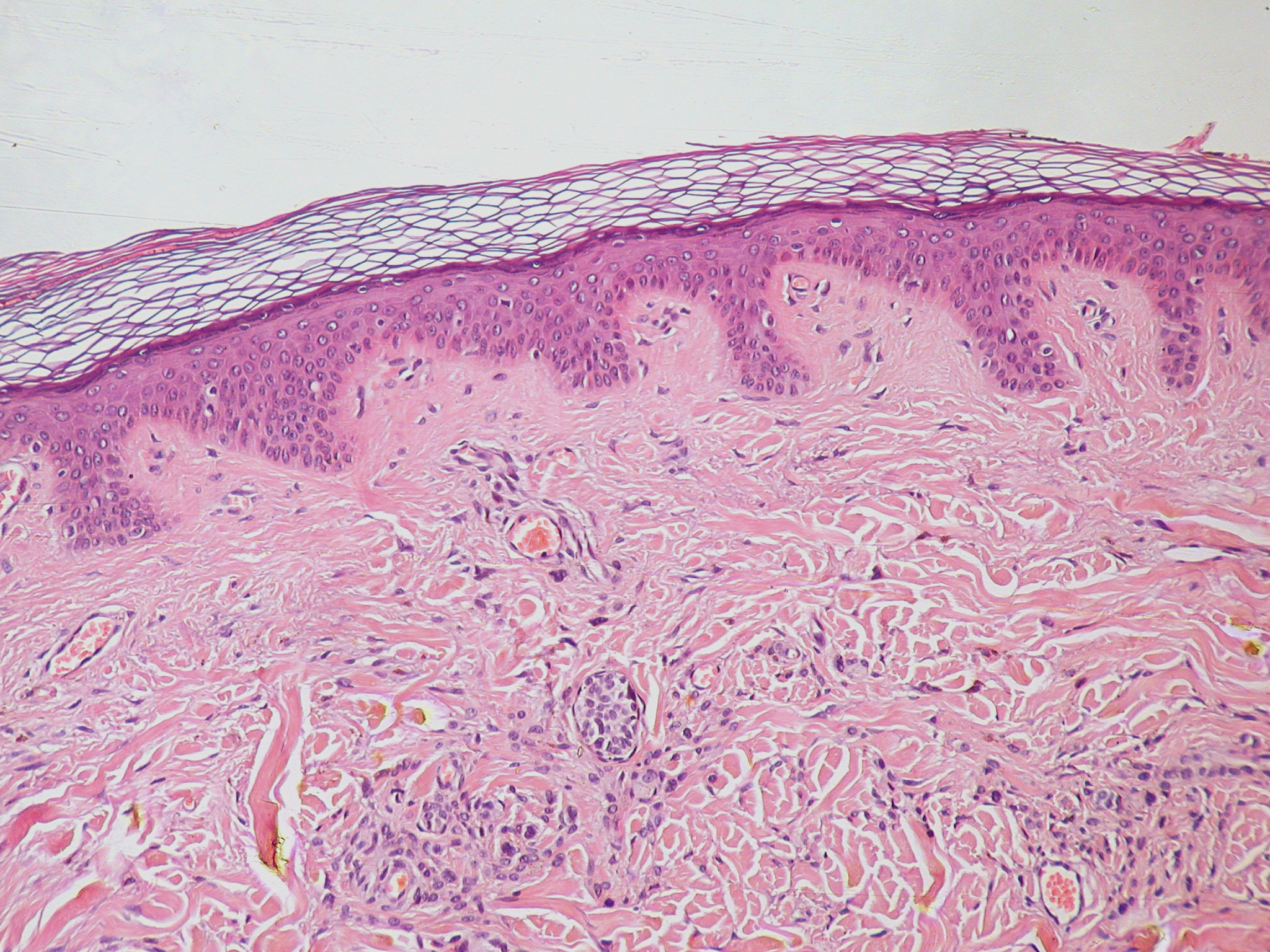
البشرة والأدمة في الجلد البشري
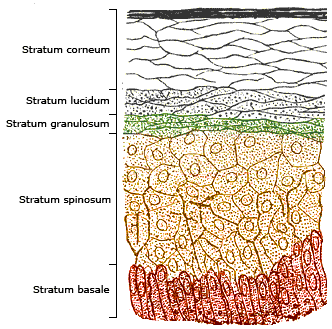
مقطع من البشرة